# Wojciech Więckowski
Wojtek "Teck" Więckowski (ur. Poznań) – polski muzyk country i bluesa: gitarzysta, wokalista, kompozytor i autor tekstów. 

## Życiorys
Jest wirtuozem gitary slide. Ukończył Poznańskie Liceum Sztuk Plastycznych. W wieku 17 lat zaczął koncertować wraz z zespołem Wehikuł Blues, będąc gitarzystą solowym akustycznego blues-rockowego tria. Dwa lata później razem z perkusistą Wiesławem Lustykiem utworzył zespół Silvertrain Bluesband, do którego wkrótce dołączył basista Mateusz Wysocki. Razem wydali singla, nagrali klip wideo. Następnie do zespołu dołączył znany w Europie muzyk boogie-woogie - Maciej Markiewicz, Wysockiego zastępuje basista Zenon Strzałkowski. Zespół zmienia nazwę na Blues Express. Razem wydali płytę "Blues and Boogie Band", a także DVD z koncertu na Dziedzińcu Zamkowym w Poznaniu. Koncertowali w Hamburgu w słynnym klubie Downtown, na jubileuszowym koncercie Axela Zwingenbergera. Nastąpiły przemiany w zespole, grupa z Wojtkiem jako liderem nazwała się "Wojtek Więckowski Trio" z sekcją Lustyk - Strzałkowski. Wojtek nawiązał współpracę z uznanym w kraju i za granicą basistą Łukaszem Gorczycą, dzięki czemu miał okazję zagrać gościnnie z takimi wykonawcami jak Chuck Frazier, Wheatbread Johnson, Keith Thompson czy Rob Tognoni.

## Dyskografia
- 9 maja 2008: Slyde Guitar